# Ekaterina Kondrat'eva
Ekaterina Sergeevna Kondrat'eva (in russo Екатерина Сергеевна Кондратьева?; Nižnij Novgorod, 8 aprile 1982) è una velocista russa.

## Palmarès
| Anno | Manifestazione  | Sede     | Evento    | Risultato        | Prestazione | Note |
| ---- | --------------- | -------- | --------- | ---------------- | ----------- | ---- |
| 2004 | Giochi olimpici | Atene    | 200 metri | Quarti di finale | 23"37       |      |
| 2006 | Europei         | Göteborg | 200 metri | 6ª               | 23"58       |      |

## Altre competizioni internazionali
2005
- Coppa Europa di atletica leggera ( Firenze)

2006
- Coppa Europa di atletica leggera ( Malaga)